# Sonata para piano n.º 27 (Beethoven)
A Sonata para Piano n.° 27 de Beethoven é a 90.ª opus de Ludwig van Beethoven.